# جانغ هيون سو
جانغ هيون سو (بالكورية: 장현수) (ولد في 28 سبتمبر 1991) هو لاعب كرة قدم كوري، يلعب كمُدَافِع في نادي الغرافة القطري، شارك في دورة الألعاب الآسيوية 2014، وكرة القدم في الألعاب الأولمبية الصيفية 2016، وكأس آسيا 2015، وكأس العالم لكرة القدم 2018. حقق مع الهلال السعودي ثماني بطولات رسمية مع نادي الهلال، بطولتين قارية 2019، 2021، وخمسة بطولات محلية وهي دوري المحترفين السعودي 2020، 2021، 2022، وبطولة كأس خادم الحرمين الشريفين 2019-20، وكأس السوبر السعودي 2021 و2022–23

## مسيرته الكروية
عد المشاركة في كأس العالم تحت 20 سنة 2011 والمساهمة في تقدم المنتخب الكوري إلى دور الـ16، أكد قراره بالانضمام إلى نادي طوكيو في 26 ديسمبر. في يناير 2012 وقع جانغ هيون سو عقدًا مع نادي طوكيو، في الدوري الياباني للدرجة الأولى، الذي لعب لهم لموسمين. ظهر لأول مرة في 7 أبريل 2012 في مباراة خارج أرضه بالدوري ضد كاواساكي فرونتالي وفاز فيه فريقه 1-0. في نادي طوكيو، لعب بشكل رئيسي في مركز قلب الدفاع، ولكن استُخدِم أيضًا في بعض الأحيان كظهير. في 27 أكتوبر 2012، سجل هدفه الاحترافي الأول في مباراة ضد كونسادول سابورو. احبك
انتقل جانغ بعد ذلك إلى الدوري الصيني عندما وقع في يناير 2014 مع غوانجو في الدوري الصيني الممتاز. في مباراة المجموعة الأولى ضد نادي سيونغنام في دوري أبطال آسيا 2015، احتج بشدة على القرار، بما في ذلك الإشارة بإصبعه إلى الحكم، وطُرِد بعد حصوله على بطاقة حمراء. في يوليو 2015، تم الاتفاق على تجديد العقد لمدة 5 سنوات مع نادي غوانجو. بعد ثلاثة مواسم في الصين، عاد إلى إف سي طوكيو في يوليو 2017 خلال فترة الانتقالات الصيفية.
في 12 يوليو 2019، انضم إلى الهلال السعودي الذي يلعب في الدوري السعودي للمحترفين أحد أقوى الدوري في الشرق الأوسط بعقد لمدة ثلاث سنوات حتى، لعب دورًا مهمًا في وصول النادي في تحقيق تحقيق الهلال للثلاثية القارية والوصول إلى نهائي دوري أبطال آسيا 2019، حيث ظهر في 13 مباراة من أصل 14 مباراة خاضها النادي. في 24 نوفمبر 2019 توج باللقب الأول له مع نادي الهلال بعد فوزه على أوراوا ريد دايموندز 3-0 في مجموع المباراتين.
وفي عام 2021، صد هجوم بوهانج ستيلرز بشكل ممتاز في نهائي دوري أبطال آسيا، محققاً لقبه الثاني في دوري أبطال آسيا.
وبعد أن قاد جانج الهلال إلى ثلاثة ألقاب دوري متتالية، قاموا بتمديد العقد معه لمدة عام آخر في 29 يونيو 2022.
في يناير 2023، أُختير جانغ ضمن فريق نجوم الرياض، ولعب مباراة ودية ضد باريس سان جيرمان. وأظهر أداءً ملحوظًا في الدفاع والهجوم بالإضافة إلى تسجيل الأهداف. وفي الشهر التالي، ساعد جانغ الهلال على الفوز على الوداد البيضاوي وفلامنجو في كأس العالم للأندية 2022. ومع ذلك، واجه صعوبة في الدفاع عن هجوم ريال مدريد في نهائي كأس العالم للأندية، وفشل في منع هزيمة فريقه 5-3.

## مسيرته الدولية
عد أن لعب كقلب دفاع أساسي في كأس العالم تحت 20 سنة 2011، واصل تشكيل الفريق الأولمبي وأُدرِج اسمه في القائمة النهائية لأولمبياد لندن، لكنه انسحب بسبب الإصابة قبل المنافسة مباشرة. بعد ذلك، بناءً على أدائه المستمر مع فريقه، تم استدعاؤه من قبل مدرب المنتخب الوطني السابق تشوي كانغ هي. ظهر جانغ لأول مرة في مباراة التصفيات النهائية الإقليمية لكأس العالم 2013-14 في البرازيل ضد إيران. بعد ذلك، تم استدعاؤه من قبل المدرب هونغ ميونغ بو ولعب في كأس شرق آسيا 2013.
على الرغم من أنه استُبعِد من قائمة كأس العالم 2014 بالبرازيل، إلا أنه تم اختياره ضمن القائمة النهائية للمنتخب الوطني تحت 23 سنة لدورة الألعاب الآسيوية إنتشون 2014 التي أُعلِن عنها في 14 أغسطس. لعب كمدافع مركزي أساسي للفريق في المسابقة وساهم في الفوز بالميدالية الذهبية.
شارك في كأس آسيا 2015 التي أُعلن عنها في 22 ديسمبر 2014، وساهم في حصول الفريق على المركز الثاني.
أُدرِج في القائمة النهائية لكأس شرق آسيا 2015 التي أُعلِن عنها في 20 يوليو 2015. وساهم بشكل كبير في البطولة، بما في ذلك تسجيله هدف في مباراة كوريا واليابان، واختير أفضل لاعب في كأس شرق آسيا 2015.
أُدرِج كبطاقة رابحة في القائمة النهائية للمنتخب الوطني تحت 23 سنة لدورة الألعاب الأولمبية ريو التي تم الإعلان عنها في 27 يونيو 2016.
لعب جانغ كلاعب أساسي مع منتخب كوريا الجنوبية تحت قيادة أولي شتيليكه وشين تاي يونغ وباولو بينتو، وشارك أيضًا في كأس العالم لكرة القدم 2018، إلا أن أداءه لم يكن الأفضل. ومع ذلك، في 1 نوفمبر 2018، تلقى جانغ حظرًا مدى الحياة من تمثيل المنتخب الوطني وتلقى غرامة قدرها 26800 دولار من الاتحاد الكوري لكرة القدم بعد أن اعترف بتزوير السجلات المتعلقة بعمله التطوعي في الخدمة المجتمعية في مجال الرياضة. وسبق أن حصل على إعفاء عسكري بفوزه بالميدالية الذهبية في دورة الألعاب الآسيوية 2014.

## الإحصائيات

### النادي
آخر تحديث 11 فبراير 2023.
| النادي                 | النادي            | النادي                        | الدوري | الدوري  | الكأس الوطنية | الكأس الوطنية | كأس الدوري | كأس الدوري | القارية | القارية | المجموع | المجموع |
| النادي                 | الموسم            | الدوري                        | لعب    | الأهداف | لعب           | الأهداف       | لعب        | الأهداف    | لعب     | الأهداف | لعب     | الأهداف |
| ---------------------- | ----------------- | ----------------------------- | ------ | ------- | ------------- | ------------- | ---------- | ---------- | ------- | ------- | ------- | ------- |
| نادي طوكيو             | 2012              | الدوري الياباني الدرجة الأولى | 14     | 2       | —             | —             | —          | —          | 5       | 0       | 19      | 2       |
| نادي طوكيو             | 2013              | الدوري الياباني الدرجة الأولى | 26     | 2       | 3             | 0             | 2          | 0          | —       | —       | 31      | 2       |
| نادي طوكيو             | المجموع           | المجموع                       | 40     | 4       | 3             | 0             | 2          | 0          | 5       | 0       | 50      | 4       |
| نادي غوانغجو آر أند إف | 2014              | الدوري الصيني الممتاز         | 23     | 1       | 1             | 0             | —          | —          | —       | —       | 24      | 1       |
| نادي غوانغجو آر أند إف | 2015              | الدوري الصيني الممتاز         | 16     | 1       | 1             | 0             | —          | —          | 5       | 1       | 22      | 2       |
| نادي غوانغجو آر أند إف | 2016              | الدوري الصيني الممتاز         | 24     | 1       | 4             | 0             | —          | —          | —       | —       | 28      | 1       |
| نادي غوانغجو آر أند إف | 2017              | الدوري الصيني الممتاز         | 1      | 0       | 1             | 0             | —          | —          | —       | —       | 2       | 0       |
| نادي غوانغجو آر أند إف | المجموع           | المجموع                       | 64     | 3       | 7             | 0             | 0          | 0          | 5       | 1       | 76      | 4       |
| نادي طوكيو             | 2017 [الإنجليزية] | الدوري الياباني الدرجة الأولى | 11     | 2       | —             | —             | —          | —          | —       | —       | 11      | 2       |
| نادي طوكيو             | 2018 [الإنجليزية] | الدوري الياباني الدرجة الأولى | 24     | 2       | 1             | 0             | 1          | 0          | —       | —       | 26      | 2       |
| نادي طوكيو             | 2019 [الإنجليزية] | الدوري الياباني الدرجة الأولى | 13     | 0       | 2             | 0             | —          | —          | —       | —       | 15      | 0       |
| نادي طوكيو             | المجموع           | المجموع                       | 48     | 4       | 3             | 0             | 1          | 0          | —       | —       | 52      | 4       |
| نادي الهلال            | 2019–20           | دوري المحترفين السعودي        | 22     | 0       | 4             | 1             | —          | —          | 16      | 0       | 42      | 1       |
| نادي الهلال            | 2020–21           | الدوري السعودي للمحترفين      | 25     | 0       | 1             | 0             | 1          | 0          | 6       | 0       | 33      | 0       |
| نادي الهلال            | 2021–22           | الدوري السعودي للمحترفين      | 25     | 2       | 4             | 0             | —          | —          | 7       | 0       | 40      | 2       |
| نادي الهلال            | 2022–23           | الدوري السعودي للمحترفين      | 18     | 2       | 3             | 0             | 1          | 0          | 8       | 1       | 30      | 3       |
| نادي الهلال            | المجموع           | المجموع                       | 90     | 4       | 9             | 1             | 1          | 0          | 22      | 0       | 129     | 5       |
| إجمالي                 | إجمالي            | إجمالي                        | 234    | 15      | 22            | 1             | 4          | 0          | 32      | 1       | 307     | 17      |

1. ↑  يتضمّن كأس إمبراطور اليابان، كأس الاتحاد الصيني، كأس خادم الحرمين الشريفين
2. ↑  يتضمّن كأس الدوري الياباني، كأس السوبر السعودي
3. ↑  يتضمّن دوري أبطال آسيا، كأس العالم للأندية
4. ↑  ثلاث عشرة مباراة في دوري أبطال آسيا وثلاث مرات في كأس العالم للأندية
5. ↑  الظهور في كأس السوبر السعودي

### الدولية
| م. | تاريخ          | المكان               | الخصم   | الأهداف | نتيجة | منافسة                   |
| -- | -------------- | -------------------- | ------- | ------- | ----- | ------------------------ |
| 1. | 5 أغسطس 2015   | ووهان، الصين         | اليابان | 1–0     | 1–1   | 2015 EAFF East Asian Cup |
| 2. | 8 سبتمبر 2015  | صيدا، لبنان          | لبنان   | 1–0     | 3–0   | تصفيات كأس العالم 2018   |
| 3. | 12 نوفمبر 2015 | سوون، كوريا الجنوبية | ميانمار | 3–0     | 4–0   | تصفيات كأس العالم 2018   |

## الجوائز والألقاب

### النادي
نادي الهلال السعودي
- دوري أبطال آسيا: 2019، 2021[12]
- دوري المحترفين السعودي: 2019-20، 2020–21، 2021– 22
- كأس الملك: 2019-20، 2022–23
- كأس السوبر السعودي: 2021
- كأس العالم للأندية (الوصيف): 2022
- كأس سوبر لوسيل: 2022

### دولي

#### كوريا الجنوبية تحت 23 عامًأ
- دورة الألعاب الآسيوية الميدالية الذهبية:  2014

#### كوريا الجنوبية
- كأس شرق آسيا: 2015، 2017

### فرد
- كأس شرق آسيا اللاعب الأكثر قيمة: 2015
- كأس شرق آسيا أفضل مدافع: 2017

## روابط خارجية
- جانغ هيون سو على موقع الاتحاد الدولي (مؤرشف)  (الإنجليزية)
- جانغ هيون سو على موقع رابطة كرة القدم اليابانية للمحترفين (اليابانية)
- جانغ هيون سو على موقع إي إس بي إن إف سي (الإنجليزية)
- جانغ هيون سو على موقع قاعدة بيانات كرة القدم.إي يو (الإنجليزية)
- جانغ هيون سو على موقع ناشيونال فوتبول تيمز (الإنجليزية)
- جانغ هيون سو على موقع Soccerway.com (الإنجليزية)
- جانغ هيون سو على موقع أوليمبيديا (الإنجليزية)